# Americhernes neboissi
Americhernes neboissi es una especie de arácnido  del orden Pseudoscorpionida de la familia Chernetidae.

## Distribución geográfica
Se encuentra en Victoria (Australia).